# Gap Inc.
The Gap, Inc. este o companie de retail de îmbrăcăminte din Statele Unite.
A fost înființată în anul 1969
de Donald Fisher împreună cu soția sa Doris.
Compania deține mărcile Banana Republic, Gap și Old Navy.
În perioada 1995-2002, compania a fost condusă de Millard S. Drexler.
În această perioadă, vânzările anuale ale companiei au crescut de la 4,4 la 13,8 miliarde de dolari.
Gap operează în prezent (septembrie 2009) peste 3.100 de magazine în SUA, Marea Britanie, Canada, Franța, Japonia și Irlanda.